# Lijst van wachtposten aan de spoorlijn Arnhem - Nijmegen
Dit is een onvolledige numeriek oplopende Lijst van wachtposten aan de Nederlandse spoorlijn Arnhem - Nijmegen. Een wachtpost was een huisje waarin de baanwachter woonde. Hij of zij opende en sloot de overwegbomen wanneer er een trein passeerde. 
Alle huisjes zijn vermoedelijk omstreeks 1879 naar een standaardontwerp door de Staatsspoorwegen gebouwd. 
Omstreeks de jaren 50 werden er veel huisjes gesloopt, omdat de overwegen automatisch bediend gingen worden en omdat er veel overwegen opgeheven werden. Daardoor verdween de oorspronkelijke functie van de huisjes. Enkele huisjes zijn bewaard gebleven.
Wanneer er achter de straatnaam een kruisje staat, wil dat zeggen dat de oorspronkelijke straatnaam en/of overgang waaraan het huisje lag niet meer bestaat. Op deze plek staat dan de naam aangegeven van de straat die ongeveer op de plek van het oude huisje ligt. Ook kan het zijn dat de oorspronkelijke overgang vervangen is door een tunnel of viaduct.
| Wachtpost | Straat                                          | Plaats | Bouwjaar | Sloopjaar | Extra informatie | Coördinaten                   | Afbeelding |
| --------- | ----------------------------------------------- | ------ | -------- | --------- | --- | ----------------------------- | ---------- |
| 2         | Drielse Rijndijk-Drielsedijk                    | Arnhem | 1879     | Onbekend  | Bij stopplaats Rijnbrug | 51° 58' 8" NB, 5° 51' 14" OL  |            |
| 3         | De Laar*                                        | Arnhem | 1879     | 1945s     | Bij stopplaats Laarstraat. De wachtpost raakte zwaar beschadigd op 21 september 1944 tijdens een beschieting op een Duitse trein. | 51° 56' 39" NB, 5° 51' 11" OL |            |
| 4         | Rijksweg Noord-De Park*                         | Elst   |          |           | Ter hoogte van doodlopende straat aan Rijksweg Noord                                                                              | 51° 56' 14" NB, 5° 51' 13" OL |            |
| 5         | 1e Weteringsewal                                | Elst   | 1879     | Onbekend  | Bij stopplaats De Wetering | 51° 55' 56" NB, 5° 51' 12" OL |            |
| 7         | Nieuwe Aamsestraat*                             | Elst   | 1879     | Onbekend  | Bij station Elst |                               |            |
| 8         | Olympiasingel-Industrieweg*                     | Elst   | 1879     | Onbekend  | Stond niet aan een overgang | 51° 54' 32" NB, 5° 51' 21" OL |            |
| 9         | Wolfhoeksestraat*                               | Reeth  | 1879     | Onbekend  | Bij stopplaats Reet | 51° 53' 50" NB, 5° 51' 24" OL |            |
| 10        | Stationsweg*                                    | Bemmel | 1879     | Onbekend  | Bij station Ressen-Bemmel | 51° 53' 21" NB, 5° 51' 28" OL |            |
| 11        | Margaretha van Mechelenweg-Prins Mauritssingel* | Ressen | 1879     | Onbekend  | | 51° 52' 43" NB, 5° 51' 31" OL |            |
| 12        | Griftdijk-Noord*                                | Lent   | 1879     | Onbekend  | Bij station Nijmegen Lent |                               |            |
| 13        | Parallelweg*                                    | Lent   | 1879     | Onbekend  | |                               |            |
| 14        | Oosterhoutsedijk*                               | Lent   | 1879     | Onbekend  | |                               |            |
| 15        | Voorstadslaan*                                  | Lent   | 1879     | Onbekend  | |                               |            |